# 10cc (album)
10cc is het debuutalbum van de Britse muziekgroep 10cc. De band ontstond toen Graham Gouldman zich voegde bij het trio dat Hotlegs vormde. Het album werd voorafgegaan en vergezeld door een vijftal singles, die een wisselend succes lieten zien. Donna en Rubber Bullets haalden wel succes; de andere drie nauwelijks. Het album haalde de 36e plaats in de Britse albumlijst. Het album werd opgenomen in de Strawberry Studios in Stockport, de geluidsstudio van de band.

## Musici
- Graham Gouldman:  basgitaar, gitaar, dobro, tamboerijn, zang
- Kevin Godley: slagwerk, percussie, zang (vooral de lage stemmen)
- Eric Stewart: gitaar, slide guitar, Moog-synthesizer, zang
- Lol Creme: gitaar, piano, synthesizer, mellotron, percussie, zang (vooral de hoge stemmen)

## Tracklist
| Nr. | Titel                                        | Duur |
| --- | -------------------------------------------- | ---- |
| 1.  | Johnny Don’t Do It (Godley, Creme, Gouldman) | 3:36 |
| 2.  | Sand in My Face (Godley, Creme, Gouldman)    | 3:36 |
| 3.  | Donna (Godley, Creme)                        | 2:53 |
| 4.  | The Dean and I (Godley, Creme)               | 3:03 |
| 5.  | Headline Hustler (Gouldman, Stewart)         | 3:31 |

| Nr. | Titel                                                             | Duur |
| --- | ----------------------------------------------------------------- | ---- |
| 1.  | Speed Kills (Stewart, Godley, Creme, Gouldman)                    | 3:47 |
| 2.  | Rubber Bullets (Godley, Creme, Gouldman)                          | 5:15 |
| 3.  | The Hospital Song (Godley, Creme)                                 | 2:41 |
| 4.  | Ships Don't Disappear in the Night (Do They?) (Gouldman, Stewart) | 3:04 |
| 5.  | Fresh Air for My Mama (Godley, Creme, Stewart)                    | 3:04 |

Graham Gouldman · Eric Stewart · Kevin Godley · Lol Creme

Paul Burgess · Rick Fenn · Stuart Tosh · Duncan Mackay · Tony O'Malley